# Who's That Girl World Tour
Who's That Girl World Tour (ou Who's That Girl World Tour 1987) foi a segunda turnê da cantora estadunidense Madonna, feita em suporte ao seu terceiro álbum de estúdio True Blue (1986) e a trilha sonora do filme Who's That Girl (1987). A excursão percorreu arenas e estádios pela Ásia, Europa e América do Norte ao longo de 38 concertos, começando em 14 de junho de 1987 no Osaka Stadium em Tóquio, Japão, e encerrando-se em 6 de agosto do mesmo ano no Stadio Artemio Franchi em Florença, Itália. Foi, ainda, a primeira vez que artista se apresentou na Ásia e na Europa. A Who's That Girl apresentou uma evolução musical e técnica comparada com The Virgin Tour, integrando elementos multimídia que tornaram os espetáculos mais dinâmicos e imersivos.
A fim de lidar com a intensidade das coreografias e rotinas de dança, Madonna se dedicou a treinos de aeróbica, corrida e musculação. Em colaboração com a estilista Marlene Stewart, a cantora desenvolveu o conceito de levar ao palco personagens de seus videoclipes por meio dos figurinos. O palco possuía quatro telões de vídeo, múltiplos projetores multimídia e uma escadaria ao centro. Patrick Leonard, responsável pela direção musical, incentivou Madonna a reformular e apresentar suas canções antigas durante a turnê.
A produção apresentou sete trocas de figurinos, com números musicais e coreográficos, teatralidade e abordagens sociais. A crítica recebeu o espetáculo de forma positiva, destacando seu caráter extravagante e o desempenho artístico de Madonna. O sucesso comercial foi expressivo, com uma arrecadação de US$ 25 milhões e a presença de 1,5 milhão de espectadores. De acordo com a Pollstar, foi a segunda turnê feminina de maior bilheteria em 1987, atrás apenas de Break Every Rule Tour, de Tina Turner.
As últimas apresentações da turnê, em Turim e Florença, foram registradas e oficialmente lançadas em VHS sob o título de Ciao Italia: Live from Italy. O biógrafo J. Randy Taraborrelli afirmou que "muitas cantoras comportam-se como divas por um período, quando atingem o status de superestrelas, e a turnê 'Who's That Girl?' marcou para Madonna o início do seu". Também deu origem ao termo "nova Madonna", uma versão mais sexualmente empoderada e intelectualmente sofisticada de sua antiga imagem, que havia originado a expressão Madonna wannabe. Cogitou-se a construção de uma estátua de Madonna em Pacentro, cidade italiana de onde eram originários seus avós paternos, mas a ideia acabou sendo recusada pela administração local.

## Antecedentes
Embora o filme Who's That Girl (1987), estrelado por Madonna, tenha sido um fracasso comercial, a trilha sonora correspondente tornou-se um grande sucesso. O álbum incluía quatro faixas interpretadas por Madonna e de outros nomes da Warner Bros. Records, como Club Nouveau, Scritti Politti e Michael Davidson. Dentre as canções, três foram lançadas como singles, nomeadamente: "Who's That Girl", "Causing a Commotion" e "The Look of Love"; todas bem-sucedidas comercialmente e aclamadas pela crítica.
Nos Estados Unidos, o álbum alcançou a marca de um milhão de cópias vendidas, enquanto mundialmente ultrapassou cinco milhões. Segundo Taraborrelli, estar associado a Madonna naquela época era lucrativo para todos, especialmente para a Warner Bros. Records, cuja compilação de trilhas sonoras ajudou a divulgar artistas menos conhecidos. Apesar disso, os produtores executivos de Who's That Girl, Peter Guber e Jon Peters concordavam que aproveitar o sucesso de Madonna era essencial. Dessa forma, concluíram que uma turnê mundial seria a melhor estratégia para divulgar a trilha sonora, o filme e o terceiro álbum de estúdio da cantora, True Blue, que havia sido lançado um ano antes. A Who's That Girl World Tour foi um verdadeiro sucesso para Madonna, entretanto, ao finalizar a excursão, a mesma admitiu que estava emocionalmente e fisicamente desgastada, chegando a expressar receios sobre voltar a compor. "Voltei me sentindo tão esgotada que estava convencida de que precisaria de um tempo longe da música", declarou.

## Desenvolvimento

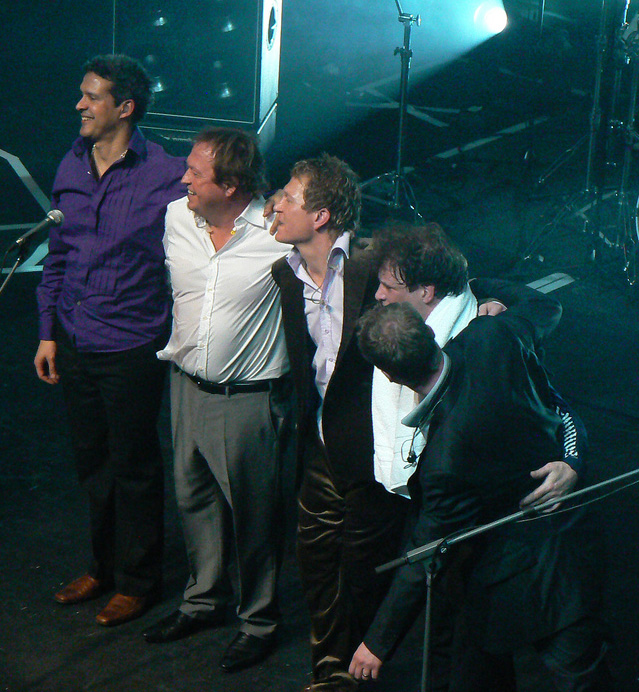
A banda britânica Level 42 foi selecionada como ato de abertura da turnê.

A inclusão de recursos multimídia transformou a Who's That Girl World Tour em uma experiência musical e técnica mais sofisticada que a The Virgin Tour, tornando os concertos mais imersivos. Após a confirmação da turnê, Madonna e sua equipe começaram a planejar um espetáculo que unisse teatro, drama, dança e coreografia "em peso". Liz Rosenberg, assessora de imprensa da cantora, afirmou: "O objetivo dela é criar um impacto visual que surpreenda as pessoas. Madonna estava muito decidida quanto a isso e, sendo uma artista de decisões rápidas, recomeça sempre que algo não dá certo. O seu estilo pode mudar, mas a sua essência continua". A fim de se preparar integralmente para as exigentes rotinas coreográficas, a artista aderiu a um regime de exercícios aeróbicos no centro de saúde The Sports Connection, em Hollywood. Além disso, contratou um treinador pessoal e a sua rotina diária incluía levantamento de pesos, caminhadas, dança, ginástica, natação e ciclismo. Adotou uma dieta vegetariana rica em proteínas e carboidratos, e passou a evitar a exposição ao sol. A banda britânica Level 42 foi selecionada como ato de abertura da turnê. Os cachos loiros e delicados de Madonna criavam um contraste expressivo com os olhos fortemente maquiados e o batom intenso, um estilo cuja inspiração veio de sua amiga, a atriz Debi Mazar.
Para os figurinos da turnê, Madonna contou com a colaboração da estilista Marlene Stewart. Juntas, desenvolveram o conceito de levar ao palco personagens de seus videoclipes, como "True Blue", "Open Your Heart", "Papa Don't Preach" e "La isla bonita". Em "Open Your Heart", reutilizou o espartilho originalmente desenhado por Stewart para o vídeo, adornado com borlas, pontas douradas e complementado por meias. Outros figurinos incluíram referências culturais e estilísticas específicas, como o vestido flamenco usado em "La isla bonita" e o casaco de lamê dourado em "White Heat". Na sequência do medley, Madonna optou por um traje deliberadamente cômico, descrito por ela como "para qualquer um que me leve muito a sério". O traje, inspirado na figura de Dame Edna Everage, consistia em um chapéu ornamentado, óculos de grande dimensão, saia de babados e um espartilho cheio de detalhes. Na calcinha, lia-se a palavra "Kiss", enquanto a jaqueta estampava a frase "You Can Dance", com a letra U substituída por uma lata de sopa.
O palco, descrito como um "espetáculo teatral multimídia", apresentava dimensões imponentes e dispunha de uma plataforma central, da qual se estendia uma escadaria. A banda e os músicos estavam dispostos sobre uma plataforma central, apoiada por duas bases inferiores. Um telão de grandes dimensões estava suspenso logo acima da escadaria, que se movia verticalmente durante o concerto.  Imagens do Papa e do então presidente Ronald Reagan eram transmitidas por dois projetores, estrategicamente posicionados à frente do palco. Patrick Leonard, um dos produtores do álbum True Blue, assumiu a direção musical da turnê e incentivou Madonna e sua banda a rearranjar canções do início da sua carreira, apresentando-as em novos formatos, em vez de reproduzi-las fielmente como nas gravações originais. Como resultado, determinadas faixas foram rearranjadas, incluindo um medley de "Dress You Up", "Material Girl" e "Like a Virgin", no qual foi inserido uma demonstração de "I Can't Help Myself (Sugar Pie Honey Bunch)", da banda The Four Tops. Shabba Doo foi designado como coreógrafo, enquanto Christopher Finch, de 13 anos, interpretou o garoto do número "Open Your Heart", em substituição a Felix Howard, impedido de participar da excurssão por não ter recebido autorização legal para trabalhar. Três vocalistas de apoio e três dançarinos também integraram a equipe, que foi marcada por sucessivas trocas de figurinos. Madonna contou com a opinião de seu então marido, o ator Sean Penn, a quem atribuía grande influência em suas decisões criativas. Em suas palavras: "Eu realmente respeito a opinião do Sean. Ele tem muito bom gosto e é um homem muito inteligente. Ao planejar minha turnê, frequentemente me perguntava: 'O que será que o Sean pensaria disso?' Ele é bastante opinativo e exigente, e isso, por vezes, me levou a tomar decisões que talvez não tomasse por conta própria".  Ao deparar-se com uma imagem ampliada de si mesma projetada em um telão durante os ensaios, Madonna escolheu o título Who's That Girl para a turnê. Conforme declarou:

"Oh, Deus, o que eu fiz? O que eu criei? Sou eu ou é essa pequena pessoa que está aqui no palco? É por isso que chamei a turnê de Who's That Girl?, porque interpreto tantos personagens e, toda vez que faço um vídeo ou uma canção, as pessoas pensam: 'Ah, ela é assim mesmo'. Contudo, não me identifico com nenhuma dessas personas. Represento todas [e simultaneamente] não me reconheço em nenhuma. Sente o que quero expressar?"

## Sinopse
O espetáculo tem início com a apresentação da banda Level 42. Em seguida, as luzes do palco são acesas, e Chris Finch entra em cena à procura de Madonna, acompanhado por dois dançarinos que saltam ao redor da estrutura e desaparecem logo depois. A silhueta da artista é então projetada atrás de uma tela translúcida de projeção, sobre a qual são exibidas pinturas da artista polonesa Tamara de Lempicka. A artista realiza uma breve sequência coreográfica atrás da projeção, durante a elevação gradual da superfície semitransparente. O figurino adotado é composto por um espartilho preto de pontas acentuadas e meias arrastão, em referência direta ao videoclipe de "Open Your Heart". Em seguida, Madonna se apresenta sobre uma escadaria, utilizando uma cadeira como elemento de apoio cênico, e desce para a área principal, onde inicia a interpretação da canção. Na parte final da apresentação, Finch retorna ao cenário e passa a dançar ao lado da artista até o encerramento da faixa. Na sequência, inicia-se "Lucky Star", a qual um globo espelhado gira sobre o palco, projetando feixes intermitentes de luz sobre a cantora e seus dançarinos, simulando o cintilar estelar. Para "True Blue", Madonna surge com um vestido de tafetá de seda azul, em meio a um cenário estruturado como uma moldura de um quadro. Ao final do número, o dançarino Shabba Doo surge como parceiro romântico e a convida para dançar mais uma vez. Durante "Papa Don't Preach", Madonna usa uma jaqueta de couro preta sobre o vestido azul e anda pelo palco enquanto, ao fundo, são projetadas imagens do papa João Paulo II, do então presidente norte-americano Ronald Reagan, além de trechos do curta-metragem The Nightmare, dirigido por John Perry III. Ao final do número, exibe-se a frase "sexo seguro". O momento, dedicado simbolicamente ao pontífice, desencadeia o primeiro embate público entre Madonna e a Igreja Católica. Como resposta, o Vaticano pede aos fãs italianos que boicotem os concertos agendados no país.
Em "White Heat", são exibidos nos telões trechos do filme homônimo de 1949, estrelado por James Cagney, incluindo um diálogo no qual o ator diz "um policial... um policial, rapazes". Uma figura surge então no palco, trajando jaqueta de lamê e segurando uma arma de plástico na mão direita. Ao longo do número, outra imagem de Cagney é exibida, e o revólver é direcionado aos dançarinos, que reagem aos tiros simulados com sons sincronizados. Segue-se "Causing a Commotion", que culmina na repetição contínua dos trechos "He/She's got the moves baby". Durante "The Look of Love", Madonna anda pelo palco fingindo estar desorientada, em alusão direta à personagem Nikki Finn, do filme Who's That Girl. Logo após, a cantora entra em uma cabine telefônica vermelha, onde sua silhueta é visível durante a troca de figurino. Então, reaparece com um vestido inspirado em Edna Everage e dá início à execução de "Dress You Up". Em "Material Girl", alonga as pernas, deixando visíveis suas roupas íntimas. Já em "Like a Virgin", retira o figurino gradualmente até permanecer apenas com o traje utilizado no início do espetáculo, finalizando a apresentação com um flerte voltado a Finch, que interpreta o noivo.
Reportagens de jornais sobre as fotos nuas de Madonna na revista Playboy em 1985 são exibidas nos telões. A projeção termina, e a artista surge no palco para executar "Where's the Party", trajando calças justas e uma camiseta larga, complementadas por óculos adornados com joias. Durante "Live to Tell", canta em pé, iluminada apenas por um holofote, e em "Into the Groove", Finch acompanha a artista na dança, enquanto esta veste uma jaqueta bolero rosa ornamentada com a estampa de uma lata de sopa e as inscrições "U" e "DANCE". Junto a três vocalistas de apoio e três dançarinos, Madonna se inclina em agradecimento ao público, concluindo a apresentação. Durante o bis, canta "La Isla Bonita" trajando o mesmo vestido vermelho de flamenco do videoclipe. Na sequência, em "Who's That Girl", anda pelo palco com dois dançarinos ao lado, incentivando a plateia a cantar o refrão. Ao final, executa uma versão mais dinâmica de "Holiday", apresentando um novo arranjo e um solo de guitarra durante a ponte, tocado por Leonard. O refrão final é repetido em duas ocasiões, seguido de um pedido da intérprete ao público por um pente para ajeitar o cabelo. Junto aos dançarinos, se curvam para o público, encerrando a apresentação.

## Análise da crítica
A turnê obteve análises positivas de críticos musicais. O biógrafo Taraborrelli comentou, "Madonna demonstrava mais confiança em sua presença de palco, sua música mostrava mais maturidade, sua voz estava mais cheia e o espetáculo era eximiamente coreografado com complicados números". Ao The Baltimore Sun, J. D. Considine, registrou: "Vi o Springsteen lotar estádios, presenciei Dylan e o [Grateful] Dead juntos, estive no histórico Live Aid... Mas nenhum desses me marcou como o concerto de Madonna. Esse, eu veria de novo sem pensar duas vezes. Para brilhar em um estádio, é preciso ter presença de palco – e Madonna tem de sobra. Ela pode não ser alta, mas captura sua atenção do primeiro ao último segundo". Ann Ayers, editora assistente de entretenimento do USA Today, considerou o espetáculo visualmente impressionante, mas sem emoção. "Madonna aposta em um formato inspirado nos espetáculos da Broadway, com forte presença de música, dança e elementos do show business. Eu diria que a conexão com o público não aconteceu". Em resenha ao concerto no CNE Stadium, Peter Goddard do Toronto Star, disse: "Apesar de encarnar uma personagem sem rumo em seu filme, Madonna demonstra domínio absoluto no palco. Em 'Papa Don't Preach', sua técnica vocal foi notavelmente expressiva". Scott A. Zamost e Elizabeth Snead, editores do Chicago Tribune, opinaram que "no geral, a estreia da Who's That Girl foi um sucesso. Se por um lado os recursos tecnológicos impressionaram, por outro, o som inconsistente dificultou ouvir a cantora com nitidez. Como dançarina, Madonna se destaca com supremacia no palco. Num instante estava à esquerda, no outro, à direita. Subia ao centro do palco para cantar com as vocalistas de apoio e depois começava a dançar".
Na publicação ao The Day, Steven Rea escreveu: "Madonna domina o palco com força, uma energia que não cede por um único segundo dos 90 minutos de apresentação. Raramente deixa o palco – opta por trocar de figurino dentro de uma cabine telefônica. Num piscar de olhos, vai de garota dos anos 50 a uma cantora de atitude descontraída. É quase inacreditável que, com uma carreira ainda relativamente recente, Madonna já tenha acumulado tantos sucessos, a ponto de não conseguir apresentar nem metade deles no palco". Na visão de Don McLeese, do Chicago Sun-Times, a turnê foi pensada para qualquer cenário climático: "A luz do sol, se é que pode ser chamada assim, parece uma promessa distante... pois a cantora invariavelmente só surge depois que o crepúsculo já se desfez em escuridão". Em uma outra resenha sobre o concerto em Chicago, McLeese destacou: "Ela fez no Soldier Field uns movimentos que Walter Payton adoraria, e ainda deu uma nova definição ao termo moving backfield. A garota sabe como causar uma comoção". Para Richard Harrington, do jornal The Washington Post, a artista estava "em sua melhor forma" e soava "ainda mais confiante do que na turnê de 1985". Definindo-o como "um esplêndido espetáculo de música pop", acrescentando que o público teve exatamente o que esperava da artista: "uma estrela no auge, dona de si, carismática e absolutamente profissional".
Em resenha ao concerto realizado no Madison Square Garden, em Nova Iorque, Jon Pareles escreveu ao The New York Times que "com todo o esforço e profissionalismo de Madonna, o espetáculo não chegou a emocionar. A apatia da plateia foi notável, a ponto da cantora ter que pedir duas vezes para que o público se levantasse e dançasse. Apesar da falta de surpresas ou mensagens mais profundas, a apresentação, com seu visual exagerado, canções cativantes e aquela estética pop já conhecida, foi uma experiência leve e prazerosa. [...] As faixas do repertório foram cuidadosamente selecionadas para respeitar suas limitações vocais: são curtas, de estrutura simples e funcionam bem como suporte para sua movimentação no palco. A banda, apesar dessas limitações, assegurou a precisão técnica e o brilho característico das gravações em estúdio". Em suas listagens das melhores turnês de Madonna, Christopher Rosa do VH1 e Rocco Papa do The Odyssey, classificaram a Who's That Girl World Tour em quarto lugar. De acordo com Rosa, a digressão apresenta "algumas das apresentações mais vibrantes de Madonna" e traz "uma seleção de canções que compete com qualquer outra turnê da artista até então"; Papa, por sua vez, descreveu a produção como "notavelmente mais simples em relação ao padrão usual de Madonna", ressaltando "uma energia singular e um entusiasmo espontâneo evidenciados ao longo do espetáculo", além de destacar a forma como a musicista demonstrou pleno domínio sobre a plateia. Em 2015, a Who's That Girl World Tour foi classificada como a sétima melhor excursão de Madonna por Gina Vivinetto, da The Advocate. Em seu artigo para a Billboard, Sal Cinquemani colocou-a no 11º lugar entre as melhores de Madonna: "A [Who's That Girl] indicava uma transição definitiva rumo a produções mais ambiciosas e cenograficamente elaboradas, que viriam a se tornar características centrais da trajetória da cantora nos palcos. Embora fosse sua segunda digressão, foi a última a seguir o formato tradicional de concerto pop-rock".

## Recepção comercial

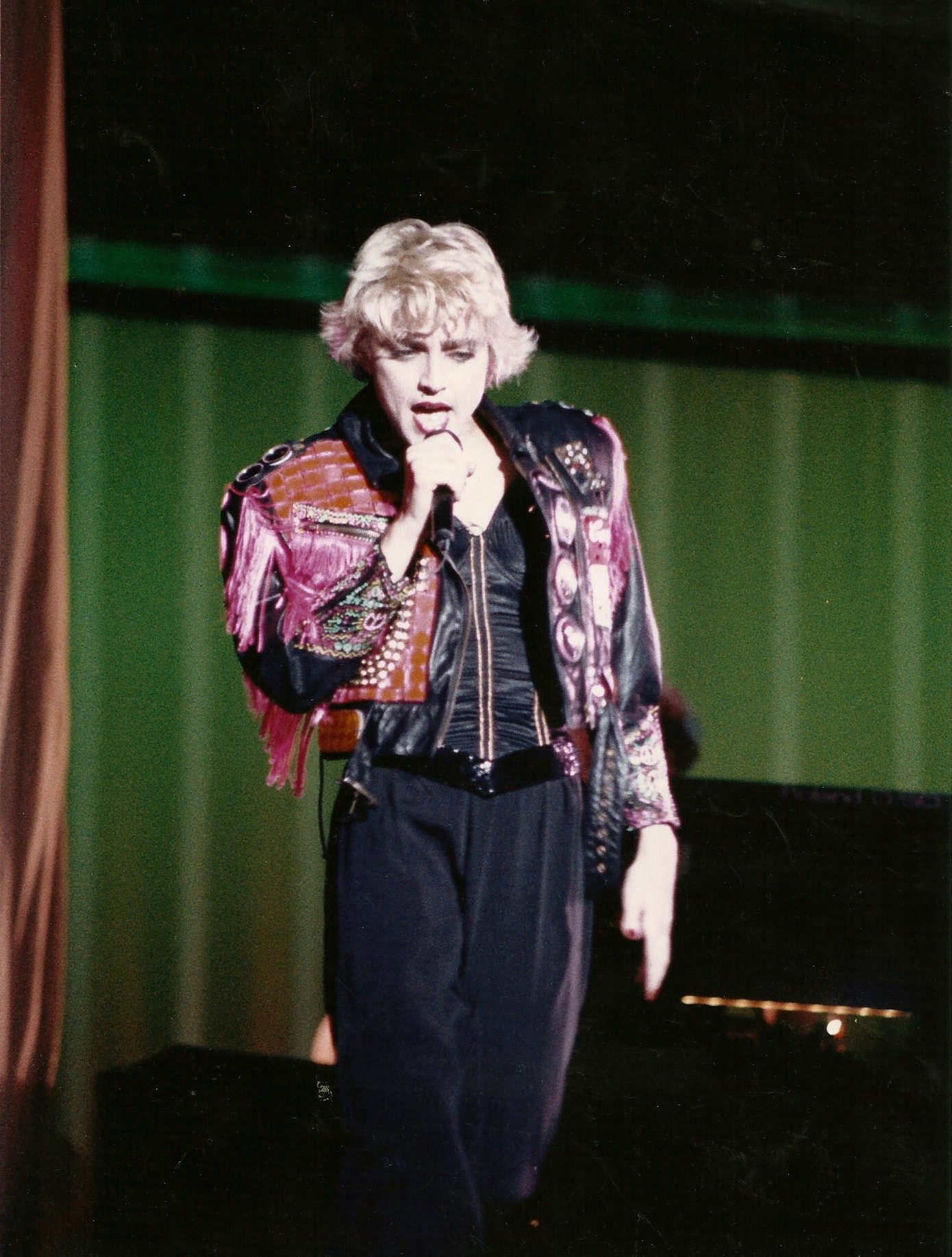
Em Paris, Madonna quebrou recordes ao se apresentar para 130 mil pessoas, o maior público de sua carreira e o maior já registrado na França.

Após o anúncio da turnê, os dois primeiros concertos no Wembley Stadium, em Londres, tiveram todos os 144,000 ingressos vendidos em tempo recorde: apenas 18 horas e 9 minutos. No entanto, aproximadamente 10,000 entradas para a apresentação em Leeds ainda estiveram disponíveis. O concerto de Madonna em Paris, que reuniu 130,000 pessoas, permanece até hoje como o evento musical de maior público já registrado na história da França. Um espetáculo em Basileia, na Suíça, chegou a ser cogitado para o dia 31 de agosto de 1987, mas as negociações entre a equipe de Madonna e os organizadores locais não avançaram por conta do cachê de um milhão de dólares solicitado pela produção. Como alternativa, a cidade de Nice, na França, foi incluída na turnê. Mas quando autoridades locais ameaçaram cancelar a apresentação, Jacques Chirac, então prefeito de Paris, interveio e evitou a suspensão. O primeiro concerto de Madonna na Itália, em Turim, foi exibido pela Rai 1 e transmitido globalmente. Cerca de 14 milhões de italianos acompanharam a apresentação pela TV, enquanto 65 mil fãs estiveram presentes no local, um recorde para a cidade.
No Japão, mil soldados tiveram que conter 25,000 fãs que aguardavam Madonna no aeroporto. Com os primeiros concertos cancelados por tempestades, fãs revoltados cercaram o estádio – muitos adolescentes, encharcados, esperavam pela cantora na chuva. Diante da situação, os promotores tiveram que arcar com o reembolso dos ingressos, que totalizou US$ 7 milhões. O concerto no Madison Square Garden, em Nova Iorque, foi realizado em prol da luta contra a AIDS, com os lucros revertidos integralmente para a American Foundation for AIDS Research (AmFAR). Madonna dedicou "Live to Tell" a Martin Burgoyne, amigo de longa data e responsável pela arte da capa do single "Burning Up" (1983). Após sua conclusão, a Who's That Girl World Tour arrecadou US$ 25 milhões, tornando-se a segunda turnê feminina de maior bilheteria de 1987, atrás de Break Every Rule Tour de Tina Turner. Com um público estimado de 1,5 milhão de pessoas ao redor do mundo, de acordo com a Pollstar.

## Gravações e transmissões

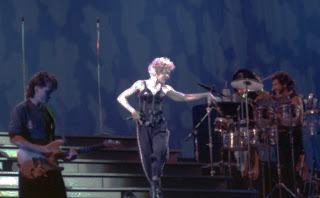
Estrutura do palco montada para a turnê.

O espetáculo realizado no Korakuen Stadium, em Tóquio, foi transmitido exclusivamente no Japão em 22 de junho de 1987. Posteriormente, foi comercializado em VHS e LaserDisc com o título Who's That Girl: Live in Japan. Destacou-se como a primeira transmissão televisiva no país a utilizar tecnologia de som Dolby Surround e contou com patrocínio da Mitsubishi. No dia 4 de setembro de 1987, o especial Madonna in Concerto, gravado no Stadio Olimpico di Torino, em Turim, Itália, foi transmitido ao vivo por diversas emissoras de televisão da Europa, como Itália (RAI), França (TF1), Alemanha (Sat.1), Áustria (ORF) e Espanha (TVE). Austrália, Países Baixos e outros países também transmitiram o especial no mesmo ano. Lançado em 1988 sob o título de Ciao Italia: Live from Italy, o concerto foi, em seguida, disponibilizado em LaserDisc e DVD.
O registro contém gravações de duas apresentações distintas da turnê, realizadas em Turim e Florença, além de clipes do concerto em Tóquio. Ao Allmusic, Heather Phares, registrou: "Com uma apresentação mais simples e menos coreografada em comparação com suas turnês posteriores, como a The Girlie Show, Ciao Italia ainda se destaca por seu próprio mérito e certamente agradará aos fãs nostálgicos de Madonna". Dennis Hunt, do Los Angeles Times, escreveu que "o material evidencia a grandiosidade de Madonna, ressaltando sua teatralidade, energia e ousadia". Comercialmente, o material atingiu o topo da tabela Top Music Videocassettes da Billboard e o terceiro lugar na Top Videocassette Sales da mesma revista.

## Legado
De acordo com Taraborrelli, "muitas cantoras comportam-se como divas por um período, quando atingem o status de superestrelas, e a turnê 'Who's That Girl?' marcou para Madonna o início do seu". Por exemplo, ela adotava um método em que a interação direta com os membros da equipe não ocorria; tinham de se dirigir aos seus agentes a fim de não distraí-la do trabalho. Os dançarinos também não podiam se dirigir a cantora, e os músicos não podiam sequer fitá-la, exceto quando estavam no palco. Além disso, quando entrava ou saía do palco, exigia que os empresários segurassem biombos em torno dela a fim de protegê-la dos olhares das pessoas atrás do palco. DeMann comentou: "Tinha um jeito de pedir que o impelia a lhe dar sua total atenção", ao que Taraborrelli sentiu que tal comportamento era, na verdade, uma indicação de quão bem-sucedida e forte Madonna era. "Ninguém age dessa maneira antes de atingir o estrelato. A turnê, com certeza, firmou sua posição como estrela", finalizou.

Nunca antes a sensibilidade feminina foi representada de forma tão criativa e impactante no universo pop. Madonna é, sem dúvida, a primeira mulher a protagonizar um espetáculo dessa magnitude.

–Mikal Gilmore sobre a turnê.
A turnê também se destacou por consolidar a imagem de uma "nova Madonna", mais provocante e perspicaz do que sua versão anterior, o que levou à criação do termo Madonna wannabe. Para Considine, o "aspecto mais relevante da excursão foi a forma como Madonna evidenciou a sexualidade feminina como uma força de expressão. A cultura pop, de forma recorrente, impõe às mulheres dois papéis antagônicos: o da boa menina e o da má menina, sendo esta última geralmente alvo de desconfiança ou desprezo. Mas a artista apresenta características de uma personalidade indomável e demanda ser levada a sério exatamente por sua resistência em ceder. Consegui perceber com mais clareza a força e o impacto que estiveram presentes por trás de sua imagem o tempo todo". Alguns acadêmicos destacaram o uso intensivo e otimizado da tecnologia multimídia ao longo da digressão. Como aponta Mark Bego, autor de Madonna: Blonde Ambition, "Madonna redefiniu o formato tradicional de turnês focadas nas canções. Com a Who's That Girl?, ela elevou o conceito de concerto a outro patamar, integrando elementos como música, dança, coreografias precisas, projeções visuais e cenários grandiosos. Fica evidente que o público não estava lá só pra ouvir Madonna cantar, o que prendia a atenção era o espetáculo todo.
Vários veículos não deixaram de notar o fanatismo que Madonna despertou, sobretudo no Japão e no Reino Unido, onde sua presença gerou comoção. Para o South China Morning Post, esse fenômeno "demonstra a posição única que ela ocupa no mundo da música pop". Paralelamente, os produtos relacionados à artista registraram um "aumento expressivo nas vendas". Enquanto estava na Itália, Madonna conheceu alguns de seus parentes em Pacentro, vilarejo onde seus avós, Gaetano e Michelina Ciccone, se casaram. Contrariando as expectativas, a recepção não foi entusiástica, tendo alguns parentes demonstrado incômodo diante de sua aparência e conduta. Apesar de tudo, a visita rendeu frutos: discutiu-se torná-la cidadã honorária, e uma estátua sua, com o espartilho cônico, foi erguida no centro da cidade.

## Repertório
Repertório adaptado a partir dos concertos realizado entre os dias 4 e 6 de setembro de 1987 em Turim e Florença, respectivamente.
1. "Open Your Heart"
2. "Lucky Star"
3. "True Blue"
4. "Papa Don't Preach"
5. "White Heat"
6. "Causing a Commotion"
7. "The Look of Love"
8. Medley: "Dress You Up" / "Material Girl" / "Like a Virgin" (contém elementos de  "I Can't Help Myself (Sugar Pie Honey Bunch)")
9. "Where's the Party"
10. "Live to Tell"
11. "Into the Groove"
12. "La isla bonita"
13. "Who's That Girl"
14. "Holiday"

## Datas
| Data (1987) | Cidade | País  | Local            | Ato de abertura | Público         | Receita     |
| ----------- | ------ | ----- | ---------------- | --------------- | --------------- | ----------- |
| 14 de junho | Osaka  | Japão | Osaka Stadium    | Level 42        | 89,996 / 89,996 | US$ 888,773 |
| 15 de junho | Osaka  | Japão | Osaka Stadium    | Level 42        | 89,996 / 89,996 | US$ 888,773 |
| 21 de junho | Tóquio | Japão | Korakuen Stadium | Level 42        | 65,000 / 65,000 | US$ 780,123 |
| 22 de junho | Tóquio | Japão | Korakuen Stadium | Level 42        | 65,000 / 65,000 | US$ 780,123 |

| Data (1987) | Cidade           | País           | Local                              | Ato de abertura | Público         | Receita       |
| ----------- | ---------------- | -------------- | ---------------------------------- | --------------- | --------------- | ------------- |
| 27 de junho | Miami            | Estados Unidos | Miami Orange Bowl                  | Level 42        | 55,600 / 56,000 | US$ 1,005,260 |
| 29 de junho | Atlanta          | Estados Unidos | Omni Coliseum                      | Level 42        | 12,526 / 12,526 | US$ 250,520   |
| 2 de julho  | Washington, D.C. | Estados Unidos | Robert F. Kennedy Memorial Stadium | Level 42        | 32,378 / 38,594 | US$ 602,780   |
| 4 de julho  | Toronto          | Canadá         | CNE Stadium                        | Level 42        | 45,184 / 50,000 | US$ 829,184   |
| 6 de julho  | Montreal         | Canadá         | Montreal Forum                     | Level 42        | 32,985 / 32,985 | US$ 430,735   |
| 7 de julho  | Montreal         | Canadá         | Montreal Forum                     | Level 42        | 32,985 / 32,985 | US$ 430,735   |
| 9 de julho  | Foxborough       | Estados Unidos | Sullivan Stadium                   | Level 42        | 48,384 / 48,384 | US$ 1,068,975 |
| 11 de julho | Filadélfia       | Estados Unidos | Veterans Stadium                   | Level 42        | 46,182 / 51,500 | US$ 969,815   |
| 13 de julho | Nova Iorque      | Estados Unidos | Madison Square Garden              | Level 42        | 16,993 / 16,993 | US$ 688,225   |
| 15 de julho | Seattle          | Estados Unidos | Kingdome                           | Level 42        | —               | —             |
| 18 de julho | Anaheim          | Estados Unidos | Anaheim Stadium                    | Level 42        | 62,986 / 62,986 | US$ 1,417,185 |
| 20 de julho | Mountain View    | Estados Unidos | Shoreline Amphitheatre             | Level 42        | —               | —             |
| 21 de julho | Mountain View    | Estados Unidos | Shoreline Amphitheatre             | Level 42        | —               | —             |
| 24 de julho | Houston          | Estados Unidos | Astrodome                          | Level 42        | 39,472 / 40,000 | US$ 789,440   |
| 26 de julho | Irving           | Estados Unidos | Texas Stadium                      | Level 42        | 40,601 / 41,000 | US$ 812,020   |
| 29 de julho | Saint Paul       | Estados Unidos | St. Paul Civic Center              | Level 42        | N/A             | N/A           |
| 31 de julho | Chicago          | Estados Unidos | Soldier Field                      | Level 42        | 47,407 / 47,407 | US$ 1,066,658 |
| 2 de agosto | East Troy        | Estados Unidos | Alpine Valley Music Theatre        | Level 42        | 21,988 / 21,988 | US$ 455,605   |
| 4 de agosto | Richfield        | Estados Unidos | Richfield Coliseum                 | Level 42        | 34,228 / 34,228 | US$ 497,250   |
| 5 de agosto | Richfield        | Estados Unidos | Richfield Coliseum                 | Level 42        | 34,228 / 34,228 | US$ 497,250   |
| 7 de agosto | Pontiac          | Estados Unidos | Pontiac Silverdome                 | Level 42        | 41,017 / 44,556 | US$ 881,866   |
| 9 de agosto | East Rutherford  | Estados Unidos | Giants Stadium                     | Level 42        | 51,000 / 51,000 | US$ 1,832,780 |

| Data (1987)   | Cidade    | País               | Local                  | Ato de abertura | Público                     | Receita        |
| ------------- | --------- | ------------------ | ---------------------- | --------------- | --------------------------- | -------------- |
| 15 de agosto  | Leeds     | Inglaterra         | Roundhay Park          | Level 42        | 73,000 / 80,000             | US$ 490,210    |
| 18 de agosto  | Londres   | Inglaterra         | Wembley Stadium        | Level 42        | 216,000 / 216,000           | US$ 4,984,956  |
| 19 de agosto  | Londres   | Inglaterra         | Wembley Stadium        | Level 42        | 216,000 / 216,000           | US$ 4,984,956  |
| 20 de agosto  | Londres   | Inglaterra         | Wembley Stadium        | Level 42        | 216,000 / 216,000           | US$ 4,984,956  |
| 22 de agosto  | Frankfurt | Alemanha Ocidental | Waldstadion            | Level 42        | 51,981 / 51,981             | US$ 2,177,515  |
| 25 de agosto  | Roterdã   | Países Baixos      | Stadion Feijenoord     | Level 42        | —                           | —              |
| 26 de agosto  | Roterdã   | Países Baixos      | Stadion Feijenoord     | Level 42        | —                           | —              |
| 29 de agosto  | Paris     | França             | Parc de Sceaux         | Level 42        | 131,100 / 131,100           | US$ 1,989,234  |
| 31 de agosto  | Nice      | França             | Stade Charles-Ehrmann  | Level 42        | —                           | —              |
| 4 de setembro | Turim     | Itália             | Stadio Comunale        | Level 42        | 63,127 / 63,127             | US$ 1,294,050  |
| 6 de setembro | Florença  | Itália             | Stadio Artemio Franchi | Level 42        | —                           | —              |
| Total         | Total     | Total              | Total                  | Total           | 1,317,663 / 1,346,595 (97%) | US$ 26,795,382 |

### Cancelamentos
| Data (2006) | Cidade | País  | Local            | Motivo               |
| ----------- | ------ | ----- | ---------------- | -------------------- |
| 20 de junho | Tóquio | Japão | Korakuen Stadium | Precipitação elevada |

## Créditos
O processo de elaboração da turnê atribuem os seguintes créditos pessoais:
| Banda - Madonna – idealização, vocais - Niki Haris – vocais de apoio - Donna De Lory – vocais de apoio - Debra Parson – vocais de apoio - Patrick Leonard – teclados - Jai Winding – teclados - Jonathan Moffett – bateria - David Williams – guitarra - James Harrah – guitarra, baixo elétrico - Kerry Hatch – baixo sintetizador - Luis Conte – percussão Dançarinos e coreógrafos - Shabba Doo – coreógrafo, dançarino - Angel Ferreira – dançarino - Chris Finch – dançarino | Figurinos e equipe - Marlene Stewart – estilista - Eric Barnett – supervisão - Patrick Leonard – direção musical - Jeffrey Hornaday – direção, palco - Liz Rosenberg – publicidade - Melissa Crow – assistente de Madonna - Michelle Johnson – assistente de Jeffrey Hornaday - Christopher Ciccone – guarda-roupa - Rob Saduski – guarda-roupa - Debi Mazar – maquiagem, estilista - Julie Chertow – massagista - Robert Parr – treinador - Peter Chaplin – cozinheiro - Mario Ciccone – adereços, cenário - Peter Morse – iluminação, direção do estroboscópio - John Perry III – produção e direção (segmento de vídeo "Papa Don't Preach") - John Coulter – elaboração do livro da turnê |